# Stanisław Aleksandrowicz (zm. 1804)
Stanisław Aleksandrowicz herbu własnego (zm. w 1804 roku) – pułkownik petyhorski, szambelan Stanisława Augusta Poniatowskiego, kawaler Orderu Świętego Stanisława w 1781 roku.